# Wang Shimin

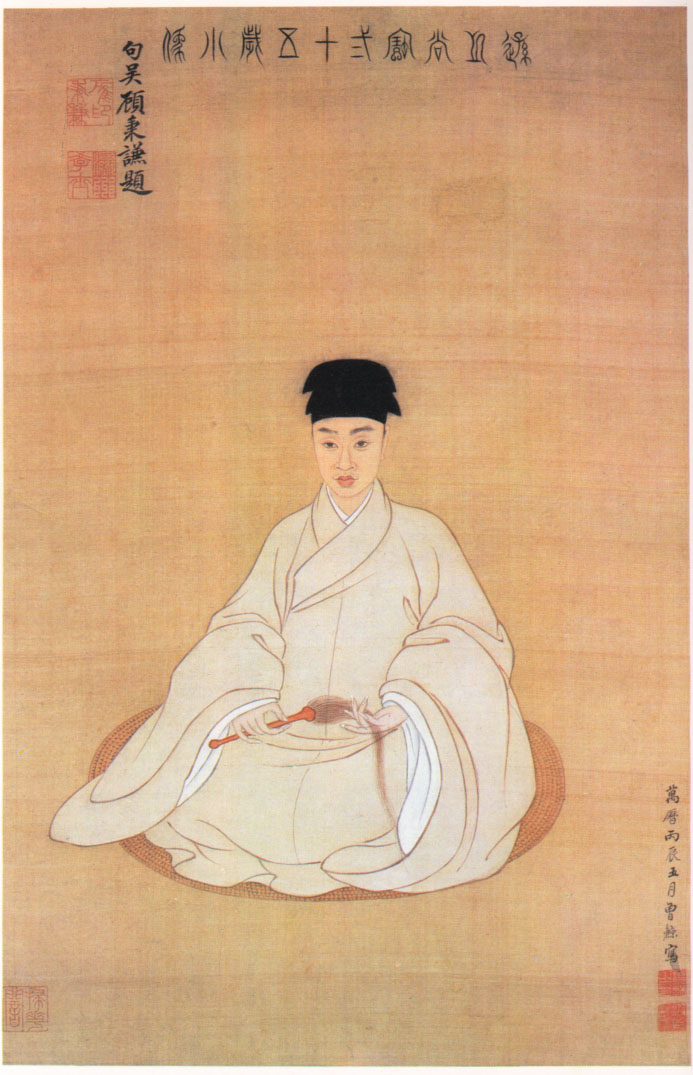

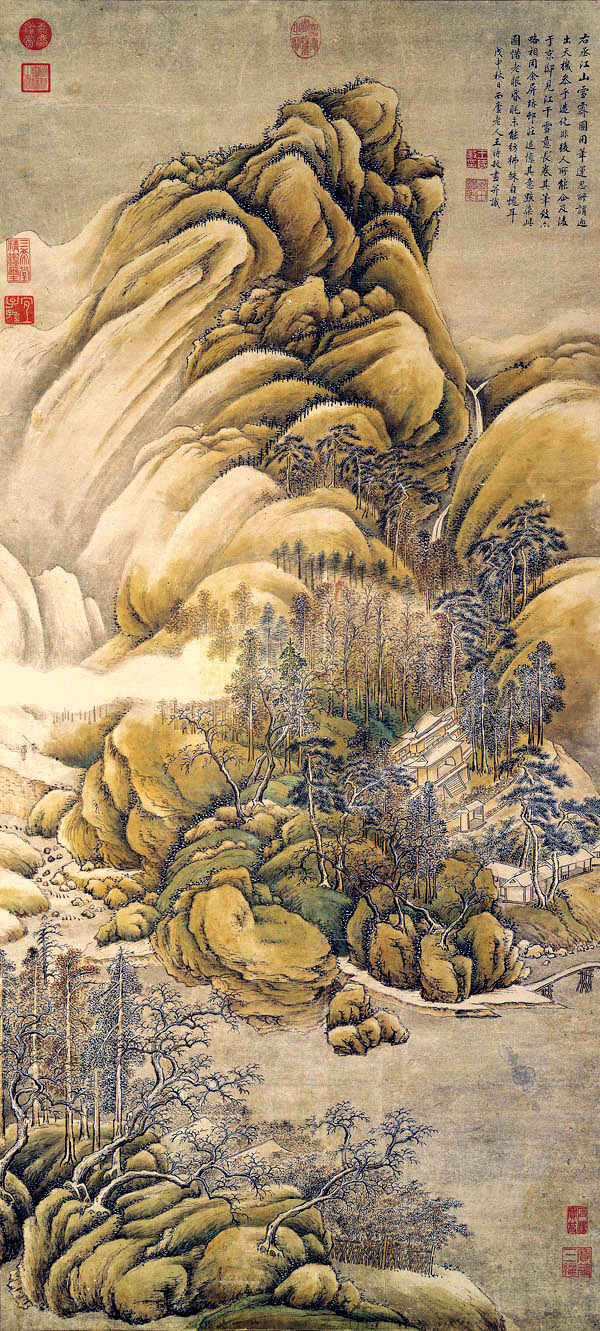
Snö över floder och berg
Wang Shimin (1668)

Wang Shimin, född den 18 september 1592 i Taicang, död den 12 juli 1680, kinesisk målare, kalligraf och poet, tillhörde Dong Qichangs vänner, en krets, där konstbildningen stod högt. Wang levde sig in i den södra skolans sätt att måla och står som förmedlare mellan Ming- och Qingdynastin. Han var den äldste av de fyra Wang (Wang Shimin, Wang Jian, Wang Hui och Wang Yuanqi), vilka bringade måleriet till en ny kulmen under den tidigare Qingdynastin. Själv var han nästan enbart landskapsmålare och efterbildade de stora Yuan-mästarna, särskilt Huang Gongwang. Men Wang var mer intellektualiserande och inte i samma grad någon omedelbar målare. Naturen var för honom och de övriga Wang endast inspirationskällan, ur vilken de hämtade element till en bildmässig omskrivning av naturens anda.